# 白花硬尖神香草
白花硬尖神香草（学名：Hyssopus cuspidatus var. albiflorus）为唇形科神香草属下的一个变种。